# Polch
Polch ist eine Stadt im Landkreis Mayen-Koblenz in Rheinland-Pfalz. Sie gehört der Verbandsgemeinde Maifeld an und ist deren Verwaltungssitz. Polch ist gemäß Landesplanung als Grundzentrum ausgewiesen.

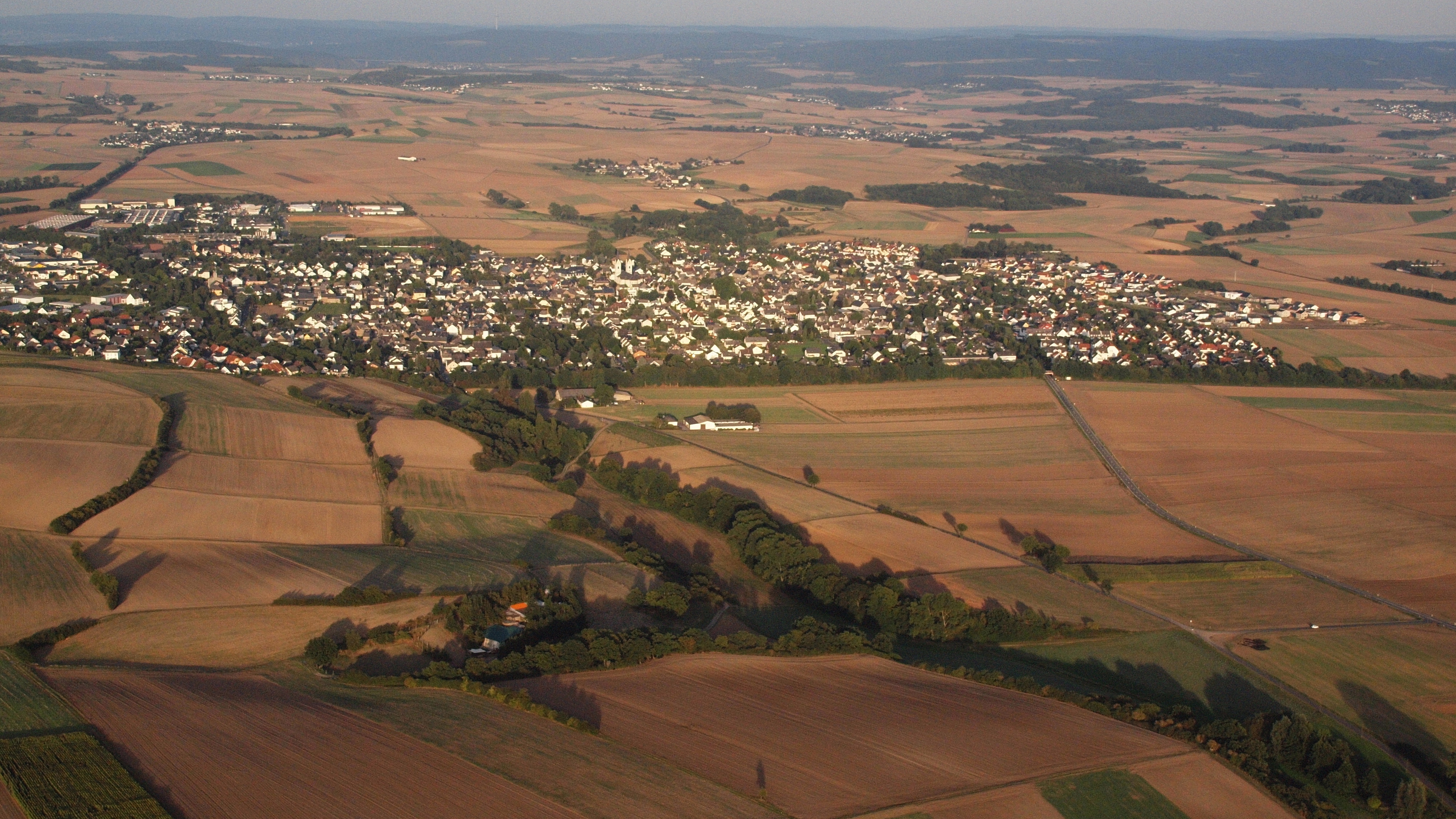
Polch, Luftaufnahme (2015)

## Geographie
Die Stadt Polch liegt im Nordwesten der Verbandsgemeinde Maifeld, südlich der Bundesautobahn 48, die das Maifeld im oberen Drittel durchquert. Sie liegt ca. 5 Kilometer südöstlich von Mayen und ca. 24 Kilometer südwestlich von Koblenz.
Zu Polch gehören die Stadtteile Kaan, Ruitsch und Nettesürsch sowie die Wohnplätze Antoniushof, Döllermühle, Geisheckerhof, Hof Grube Margareta, Hof Einiger Tal, Hof Rotental, Kreutzberghof, Kurbenhof, Lindenhof, Nettemühle, Ruitschermühle und Sonnenhof.

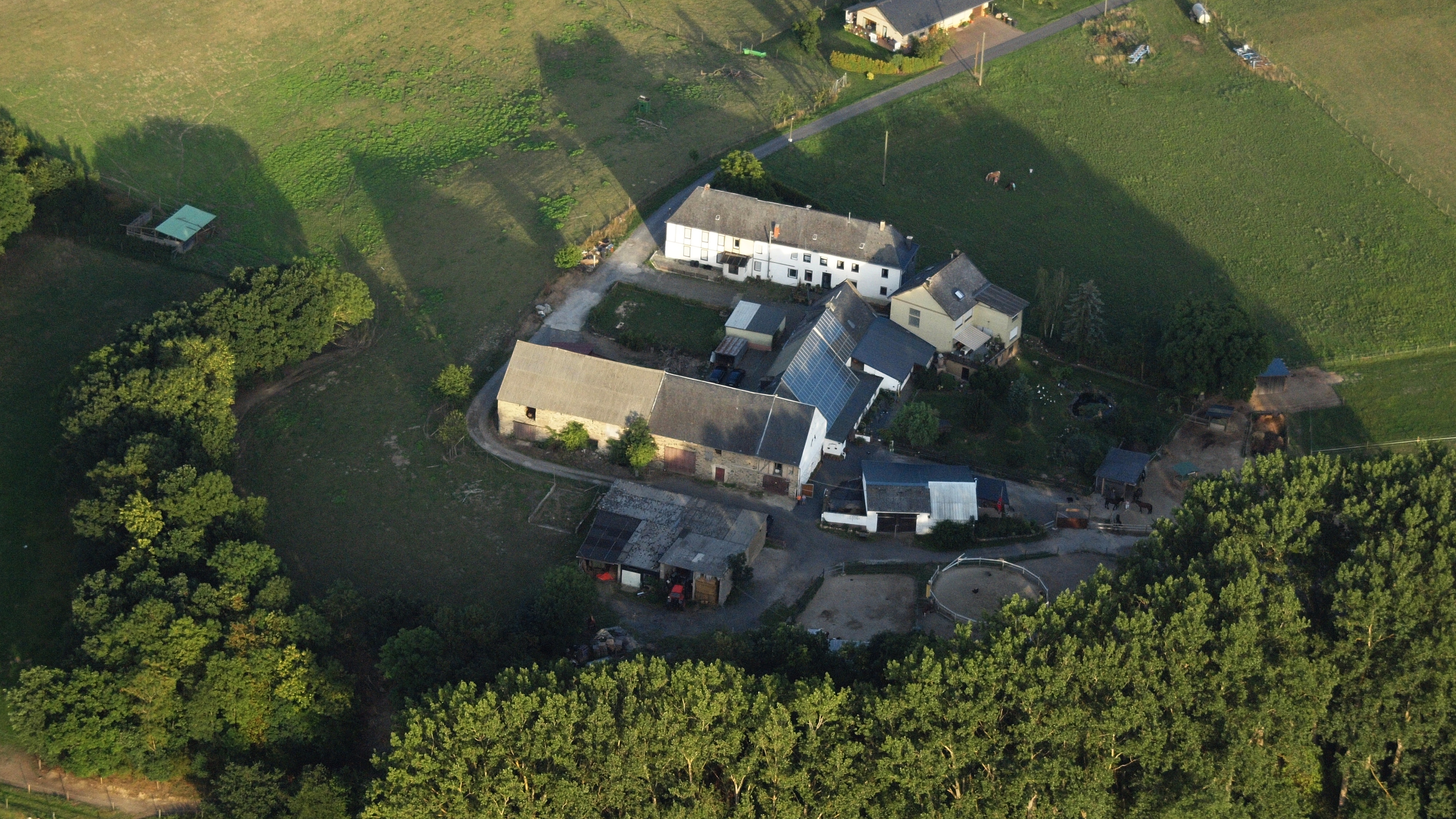
Kurbenhof (Polch), Luftaufnahme (2015)

## Geschichte
Polch wurde erstmals 1052 in einer Urkunde des Trierer Erzbischofs Eberhard erwähnt. Archäologische Funde belegen, dass die fruchtbare Gegend um und in Polch bereits in frühester Zeit besiedelt war (Bandkeramische Kultur – Siedlungsfund um 1913). Während der Merowingerzeit (um 500 n. Chr.) war „In den Gaichen“ ein kleines Gräberfeld in Benutzung, das im Jahr 1973 beim Hausbau entdeckt wurde. Es beinhaltet 10 Gräber aus der zweiten Hälfte des 5. Jahrhunderts und des beginnenden 6. Jahrhunderts.
Ursprünglich war Polch ein Reichsgut mit eigener Gerichtsbarkeit und wurde von den „Erben von Polch“ verwaltet. 1354 erwarb Erzbischof Balduin von Trier die Gerichtsbarkeit und die Verwaltung übernahm ein Vogt. Reste der Vogtburg sind nicht mehr vorhanden. Im Mittelalter wurde Polch durch Wehrmauer und Wallgraben geschützt, die Straße „Am Wallgraben“ zeugt noch heute davon.
Polch war von 1798 bis 1814 Hauptort (chef-lieu) eines Kantons im französischen Arrondissement Koblenz, der zum Rhein-Mosel-Departement gehörte. Seit 1968 ist Polch Sitz der Verbandsgemeindeverwaltung Maifeld. Am 19. Dezember 1987 wurden Polch die Stadtrechte verliehen.

### Bevölkerungsentwicklung
Die Entwicklung der Einwohnerzahl von Polch, die Werte von 1871 bis 1987 beruhen auf Volkszählungen:
| Polch: Einwohnerzahlen von 1815 bis 2024 | Polch: Einwohnerzahlen von 1815 bis 2024 | Polch: Einwohnerzahlen von 1815 bis 2024 | Polch: Einwohnerzahlen von 1815 bis 2024 | Polch: Einwohnerzahlen von 1815 bis 2024 |
| ---------------------------------------- | ---------------------------------------- | ---------------------------------------- | ---------------------------------------- | ---------------------------------------- |
| Jahr                                     |                                          |                                          |                                          | Einwohner                                |
| 1815                                     | 1815                                     |                                          | 1.341                                    | 1.341                                    |
| 1835                                     | 1835                                     |                                          | 2.062                                    | 2.062                                    |
| 1871                                     | 1871                                     |                                          | 2.558                                    | 2.558                                    |
| 1905                                     | 1905                                     |                                          | 2.972                                    | 2.972                                    |
| 1939                                     | 1939                                     |                                          | 3.020                                    | 3.020                                    |
| 1950                                     | 1950                                     |                                          | 3.601                                    | 3.601                                    |
| 1961                                     | 1961                                     |                                          | 3.502                                    | 3.502                                    |
| 1970                                     | 1970                                     |                                          | 3.745                                    | 3.745                                    |
| 1987                                     | 1987                                     |                                          | 3.891                                    | 3.891                                    |
| 1997                                     | 1997                                     |                                          | 5.925                                    | 5.925                                    |
| 2005                                     | 2005                                     |                                          | 6.616                                    | 6.616                                    |
| 2011                                     | 2011                                     |                                          | 6.623                                    | 6.623                                    |
| 2017                                     | 2017                                     |                                          | 6.829                                    | 6.829                                    |
| 2024                                     | 2024                                     |                                          | 6.675                                    | 6.675                                    |
|                                          |                                          |                                          |                                          |                                          |

## Konfessionsstatistik
Mit Stand 30. Juni 2005 waren von den Einwohnern 65,8 % römisch-katholisch, 15,2 % evangelisch und 19,0 % waren konfessionslos oder gehörten einer anderen Glaubensgemeinschaft an. Der Anteil der evangelischen und katholischen Kirchenmitglieder an der Gesamtbevölkerung ist seitdem gesunken. Ende Juni 2025 waren 44,1 % der Einwohner katholisch und 11,9 % evangelisch. 44,0 % gehörten entweder einer anderen Glaubensgemeinschaft an oder waren konfessionslos.

## Politik

### Stadtrat
Der Stadtrat in Polch besteht aus 22 Ratsmitgliedern, die bei der Kommunalwahl am 9. Juni 2024 in einer personalisierten Verhältniswahl gewählt wurden, und dem ehrenamtlichen Stadtbürgermeister als Vorsitzendem.
Die Sitzverteilung im Stadtrat:
| Wahl | SPD | CDU | Linke | FWG * | Gesamt   |
| ---- | --- | --- | ----- | ----- | -------- |
| 2024 | 5   | 10  | 1     | 6     | 22 Sitze |
| 2019 | 6   | 10  | 1     | 5     | 22 Sitze |
| 2014 | 7   | 11  | 1     | 3     | 22 Sitze |
| 2009 | 9   | 10  | –     | 3     | 22 Sitze |
| 2004 | 6   | 14  | –     | 2     | 22 Sitze |

### Bürgermeister
Gerd Klasen (CDU) wurde 2014 Stadtbürgermeister von Polch. Bei der Direktwahl am 26. Mai 2019 wurde er mit einem Stimmenanteil von 53,93 % für weitere fünf Jahre in seinem Amt bestätigt. Bei der Direktwahl am 9. Juni 2024 erreichte keiner der drei Kandidaten eine absolute Mehrheit, sodass eine Stichwahl zwischen Amtsinhaber Klasen und Frank Gäb (FWG) stattfand, die Klasen mit 55,9 % gewann.
Klasen ist Nachfolger von Günter Schnitzler (SPD, Stadtbürgermeister 2009–2014) und Anton Reiter (CDU, 1993–2009).

### Wappen
| Wappen von Polch | Blasonierung: „Geteilt von Silber und Rot, oben ein durchgehendes rotes Balkenkreuz, unten eine goldene Blattkrone mit drei blauen und zwei roten Steinen im Kronreif.“ |
| Wappen von Polch | Wappenbegründung: Das rote Kreuz im Wappen bezieht sich auf die 550 Jahre dauernde Zugehörigkeit Polch zu Kurtrier. Die goldene Krone ist das Wappen derer von Polch.   |

Das Wappen der Verbandsgemeinde Maifeld ist das gleiche wie das der Stadt Polch, nur mit einem breiten Schildbord versehen.

## Sehenswürdigkeiten

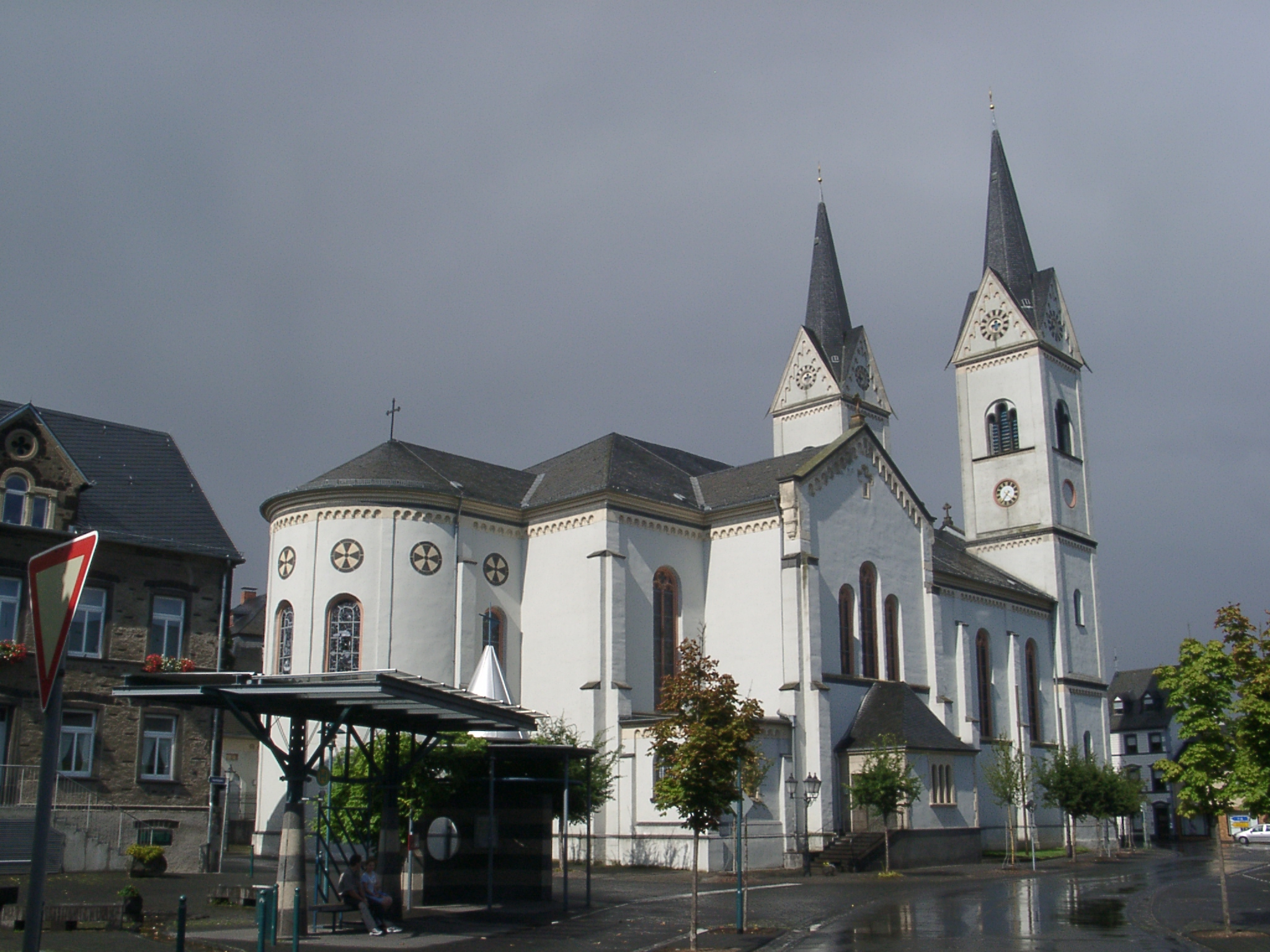
Pfarrkirche

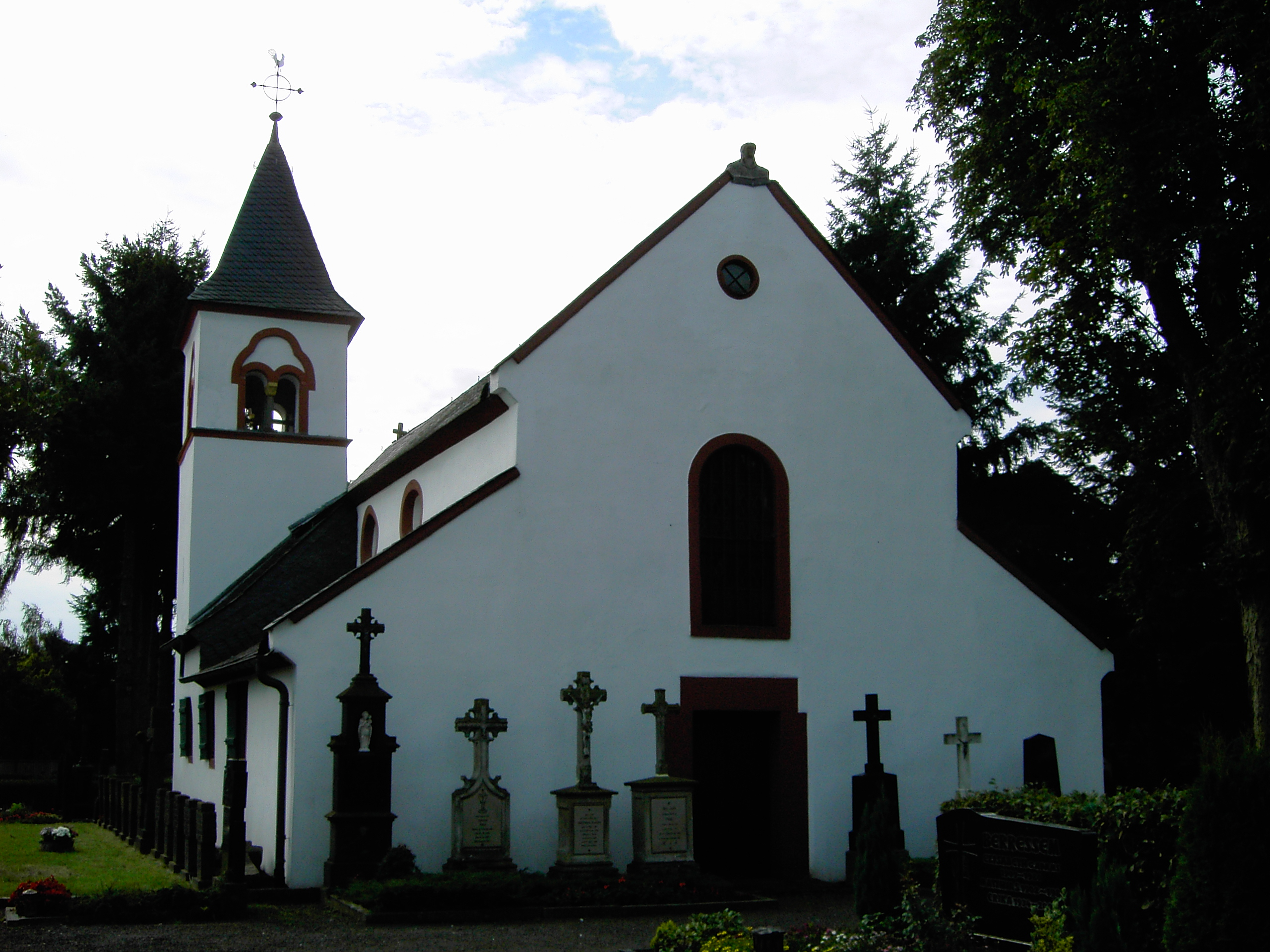
Kapelle St. Georg auf dem Friedhof

### Pfarrkirche St. Stephan
Die katholische Pfarrkirche St. Stephan wurde zwischen 1849 und 1852 im neoromanischen Stil erbaut. Die Doppeltürme sind über 50 Meter hoch.

### Georgskapelle
Die Georgskapelle auf dem Friedhof am südlichen Stadtrand ist eine der ältesten Kirchen der Eifel. Sie liegt abseits der historischen Bebauung auf dem ummauerten Friedhof von Polch mit uralter Kastanienallee. Die erste nachweisliche Dokumentation einer Kirche in Polch entstammt einer Urkunde aus dem Jahre 1052.
Als Vorgängerbau der Georgskapelle wird ein römischer Tempel vermutet. Ein Hinweis darauf könnte der als Sturz über der Tür des südwestlichen Seitenschiffs vermauerte römische Grabstein sein. Die gut lesbar erhaltene Inschrift lautet: „C. (= Gaio) Attio Caro / et Iul(iae) Suausiae / uxori, At(t)io Paterno / At(t)iae Avianae fili(i)s“ (Übersetzung: [Grabstein] für Gaius Attius Carus und seine Ehefrau Iulia Suausia, [auch] für deren Kinder Attius Paternus und Attia Aviana.) Ein Teil der Buchstaben ist in Ligatur geschrieben, was gelegentlich zu Fehldeutungen des lateinischen Wortlauts führt.
An der Spitze des nordwestlichen Giebels befindet sich eine weitere, möglicherweise ebenfalls römische Spolie: eine weibliche Büste, bei der es sich um eine Darstellung der Göttin Ceres handeln könnte.

### Synagoge
Die ehemalige Polcher Synagoge wurde 1867 bis 1877 nach den Plänen des Koblenzer Architekten Hermann Nebel erbaut. In der Reichspogromnacht wurde auch diese Synagoge verwüstet. Da das Feuer schnell gelöscht wurde, brannte sie jedoch nicht aus. Die Synagoge wurde von der Gemeinde instand gesetzt und dient heute als Raum für kulturelle Veranstaltungen.

### Hospitalkapelle und „Viedeler Kapellche“
Neben der Hospitalkapelle im alten Krankenhaus zu Viedel hat sich eine schlichte neugotische Kapelle behauptet, das sogenannte „Viedeler Kapellche“, welches 1881 von Peter Geisen am damaligen Ortsrand errichtet wurde. Ein schlichter neugotischer Bruchsteinbau, zweijochig mit dreiseitigem Schluss, wird durch zweifach abgetreppte Strebpfeiler, spitzbogigen Fenster und drei Tuffsteinvierpaßfenster in der Apsis gegliedert.

### Viedeler Bur
Der „Viedeler Bur“ = (Born=Wasserquell) ist ein Brunnen, der aus einer Quelle gespeist wurde. Er stammt aus dem Jahre 1854 und stand als Leihgabe im Polcher Stadtpark. Im Jahr 2007 wurde der Brunnen restauriert und gegenüber dem alten Standort, Ecke Kehrstraße/Bachstraße aufgestellt. Der Bur wird durch ein Umlaufsystem mit Wasser versorgt. Das Umfeld des „Viedeler Bur“ und der städtischen Grünanlage wurde dabei neu gestaltet.

### Weitere Sehenswürdigkeiten
Weitere Sehenswürdigkeiten sind ein barocker Hof der Abtei St. Matthias (1748) und das Heimatmuseum „Christinas Stuben“ im Bienengarten.
Viele bekannte Burgen befinden sich auf dem Maifeld, Burg Eltz, Burg Pyrmont, Burg Bischofstein, Burg Wernerseck.

## Wirtschaft und Infrastruktur

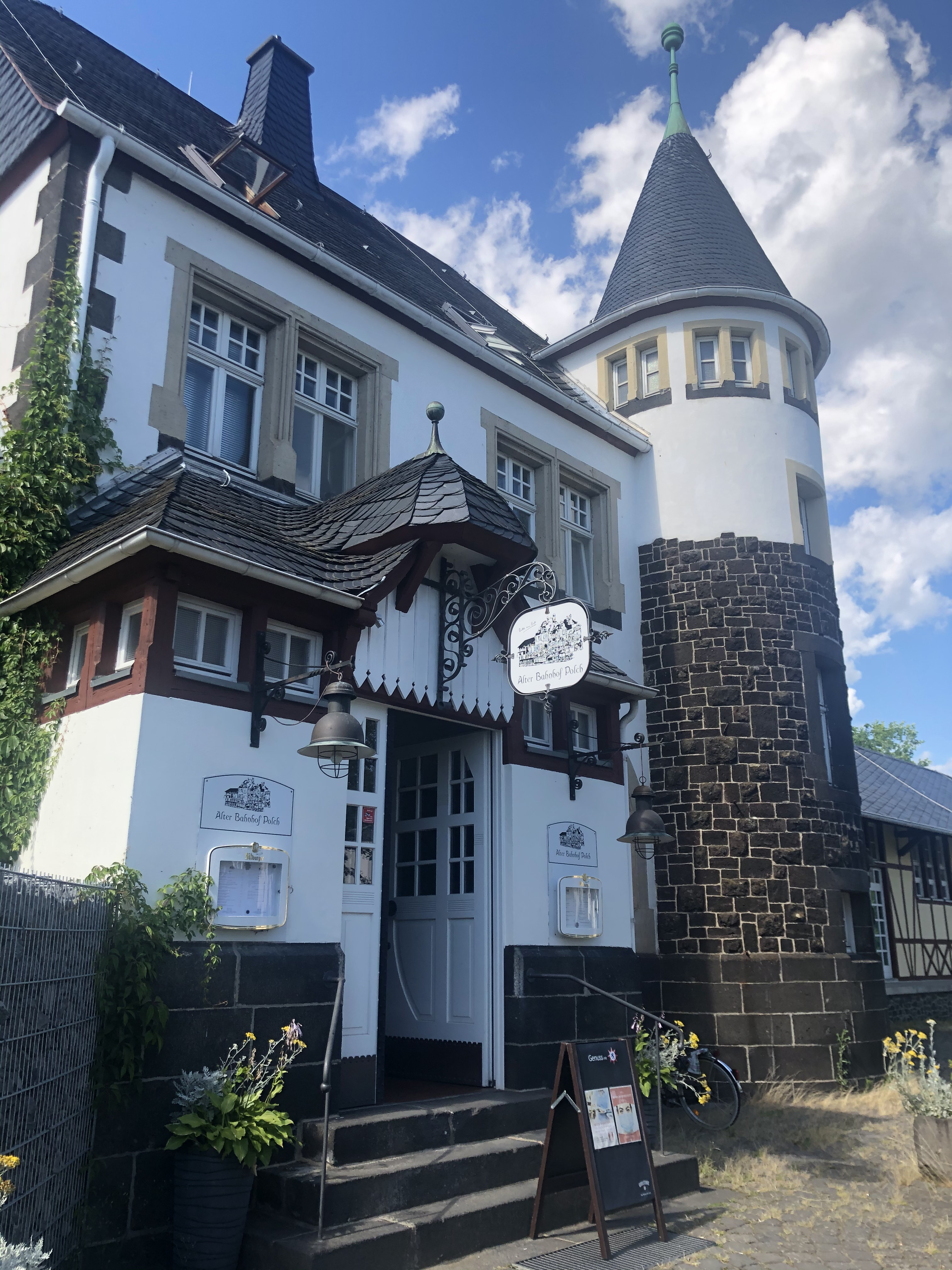
Ehemaliger Bahnhof in Polch

Vielen Neubaugebieten und zahlreichen Arbeitsplätzen hat Polch eine in den letzten Jahren stark gewachsene Einwohnerzahl zu verdanken.
Eine Bahnanbindung besteht nicht mehr. Auf dem Abschnitt von Mayen über Polch nach Ochtendung der Bahnstrecke Koblenz-Lützel–Mayen Ost (ehemalige Kursbuchstrecke 603) und der ehemaligen Bahnstrecke Polch–Münstermaifeld befindet sich heute der Maifeld-Radweg.

### Unternehmen
Die bekanntesten in Polch ansässigen Unternehmen sind Griesson – de Beukelaer, Niesmann+Bischoff, Niesmann-Caravaning, Villeroy und Boch (ab 2024) und die Großbäckerei Die Lohner’s.

## Persönlichkeiten

### Ehrenbürger
- Heinz Kahn (1922–2014), Tierarzt, Holocaust-Überlebender, Vorsitzender der Jüdischen Gemeinde Koblenz[15][16]
- Leo Schönberg (1928–2015), ehemaliger Staatssekretär in Rheinland-Pfalz
- Leo Nell (†), ehemaliger Bürgermeister der Ortsgemeinde Polch
- Rudolf Faßbender (†), ehemaliger Pastor der katholischen Kirchengemeinde Polch
- Heinz Gries (1935–2022), Unternehmensgründer der Firma Griesson de Beukelaer in Polch[17]
- Anton Reiter, Stadtbürgermeister a. D.

### Söhne und Töchter der Stadt
- Wilhelm Friessem (1799–1882), Staatsanwalt und Parlamentarier
- Leopold Schweitzer (1871–1937), Architekt
- Ruth Liepman (1909–2001), Juristin und Literaturagentin
- Karl Peter Böhr (1925–2017), Architekt und Dombaumeister in Trier
- Leo Schönberg (1928–2015), Jurist und Politiker
- Max Tidof (* 1960), Schauspieler
- Dominique Lars Ziesemer (* 1969), Fernsehmoderator und freier Autor